# Brohoved
Brohoved er i bogstaveligst betydning et befæstet militært område, under en militæraktion, som beskytter den ene ende af en bro nærmest fjenden.
Generelt bruges ordet brohoved  i forbindelse med et militært støttepunkt/ beskyttede arealer, som er beliggende i fjendtligt territorium. Det kan eksempelvis være et område af en kystlinie, foreløbigt besat af styrker landsat fra havet/ søen.
Et brohoved bliver ofte kun opretholdt nogle få dage hvor de invaderende styrker opbygger materiel- og troppekoncentrationer før fortsat angreb på fjendtlige styrker.
Nogle spektakulære brohoveder, Sword Beach, Juno Beach, Gold Beach, Omaha Beach og Utah Beach,  blev etableret under 2. verdenskrig  ved de allieredes landgang på Normandiets kyst den 6. juni 1944, D-dag. Et andet brohoved under 2. Verdenskrig var havnebyen Anzio på den italienske vestkyst, hvor et helt amerikansk armékorps gik i land i sommeren 1943. Det lykkedes dem, under store vanskeligheder, at fastholde store tyske styrker, der så ikke kunne sættes ind mod de allieredes offensiv syd for Rom.